# Keidi Bare
Keidi Bare (Fier, Albania, 28 de agosto de 1997) es un futbolista albanés. Juega de centrocampista y su equipo es el Real Zaragoza de la Segunda División de España.

## Trayectoria
Debutó con 15 años en el primer equipo del KS Apolonia Fier en la Copa de su país. Ese fue uno de los detalles que llamó la atención del Atlético de Madrid para ficharle para su segundo juvenil.
Más tarde, fue internacional por Albania sub-21 y destacó en las filas del Atlético de Madrid "B". Debutó con el primer equipo del Atlético de Madrid en la eliminatoria de Copa del Rey frente a la U. D. Las Palmas, convirtiéndose así en el primer jugador albanés que vestía la camiseta del Atlético de Madrid con tan solo 19 años.
En la temporada 2018-19 fichó por el Málaga C. F. para jugar en su filial. Tras dos años en el conjunto andaluz, el 22 de septiembre de 2020 fichó por el R. C. D. Espanyol para las siguientes cuatro temporadas. En la primera de ellas el equipo consiguió el ascenso a la Primera División. En la cuarta también lograron otro ascenso y se marchó al no ser renovado una vez su contrato expiró. Entonces continuó su carrera en el Real Zaragoza, equipo con el que firmó por tres años.

## Clubes
| Club                        | País    | Año       |
| --------------------------- | ------- | --------- |
| K. S. Apolonia Fier         | Albania | 2013-2014 |
| Club Atlético de Madrid "B" | España  | 2016-2018 |
| Club Atlético Malagueño     | España  | 2018-2019 |
| Málaga C. F.                | España  | 2019-2020 |
| R. C. D. Espanyol           | España  | 2020-2024 |
| Real Zaragoza               | España  | 2024-     |

## Palmarés

### Títulos nacionales
| Título                     | Club              | País   | Año  |
| -------------------------- | ----------------- | ------ | ---- |
| Segunda División de España | R. C. D. Espanyol | España | 2021 |